# Застереження (фільм, 1980)
«Застереження» (англ. Without Warning) — американський фантастичний фільм жахів 1980 року.

## Сюжет
В американській глибинці з'являється натуральний Прибулець, який розглядає свій вояж як екзотичне сафарі. Як псів він використовує істот зі своєї планети — хижих зубатих літаючих тварюк, що за формою нагадують медуз, які атакують його здобич — землян.

## У ролях
- Джек Паланс — Джо Тейлор
- Мартін Ландау — Фред «Сержант» Доббс
- Тара Наттер — Сенді
- Крістофер С. Нельсон — Грег
- Кемерон Мітчелл — мисливець
- Невілл Бренд — Лео
- Сью Ені Ленгдон — Аггі
- Ральф Мікер — Дейв
- Ларрі Сторч — начальник загону бойскаутів
- Лінн Тіл — Бет
- Девід Карузо — Том
- Кевін Пітер Голл — прибулець
- Дербі Гінтон — Ренді
- Марк Несс — Білл
- Берт Девіс — людина в барі
- Джеффрі Судзін — водій швидкої допомоги